# Voșlăbeni
Voșlăbeni é uma comuna romena localizada no distrito de Harghita, na região histórica da Transilvânia. A comuna possui uma área de 59.52 km² e sua população era de 1978 habitantes segundo o censo de 2007.